# Addis Abeba
Addis Abeba (amharică Āddīs Ābebā, floare nouă) este capitala Etiopiei. Addis Abeba este reședința ”Comisiei economice pentru Africa” și a Uniunii Africane.

## Geografie
Addis Abeba are o suprafață de 300 de km² și cca. 3.500.000 de locuitori. La recensământul din 1995 orașul a avut 2.209.000 de locuitori. Numărul acestora a crescut puternic din cauza fluxului de oameni din sate și din alte regiuni ale Africii. Orașul se situează la o altitudine de 2.200 - 3.000 m la poalele muntelui Entoto.

### Clima
| Date climatice pentru Addis Ababa                                                                                        | Date climatice pentru Addis Ababa | Date climatice pentru Addis Ababa | Date climatice pentru Addis Ababa | Date climatice pentru Addis Ababa | Date climatice pentru Addis Ababa | Date climatice pentru Addis Ababa | Date climatice pentru Addis Ababa | Date climatice pentru Addis Ababa | Date climatice pentru Addis Ababa | Date climatice pentru Addis Ababa | Date climatice pentru Addis Ababa | Date climatice pentru Addis Ababa | Date climatice pentru Addis Ababa |
| Luna | Ian                               | Feb                               | Mar                               | Apr                               | Mai                               | Iun                               | Iul                               | Aug                               | Sep                               | Oct                               | Nov                               | Dec                               | Anual                             |
| --- | --------------------------------- | --------------------------------- | --------------------------------- | --------------------------------- | --------------------------------- | --------------------------------- | --------------------------------- | --------------------------------- | --------------------------------- | --------------------------------- | --------------------------------- | --------------------------------- | --------------------------------- |
| Maxima medie °C (°F) | 23 (73)                           | 24 (75)                           | 25 (77)                           | 25 (77)                           | 25 (77)                           | 23 (73)                           | 21 (70)                           | 20 (68)                           | 22 (72)                           | 23 (73)                           | 23 (73)                           | 22 (72)                           | 23 (73,4)                         |
| Media zilnică °C (°F) | 16 (61)                           | 17 (63)                           | 18 (64)                           | 19 (66)                           | 19 (66)                           | 18 (64)                           | 17 (63)                           | 16 (61)                           | 17 (63)                           | 17 (63)                           | 16 (61)                           | 15 (59)                           | 17,1 (62,7)                       |
| Minima medie °C (°F) | 9 (48)                            | 9 (48)                            | 11 (52)                           | 12 (54)                           | 13 (55)                           | 12 (54)                           | 12 (54)                           | 12 (54)                           | 12 (54)                           | 10 (50)                           | 8 (46)                            | 8 (46)                            | 10,7 (51,2)                       |
| Minima istorică °C (°F)                                                                                                  | 1 (34)                            | 1 (34)                            | 3 (37)                            | 6 (43)                            | 6 (43)                            | 1 (34)                            | 0 (32)                            | 6 (43)                            | 4 (39)                            | 2 (36)                            | 0 (32)                            | 0 (32)                            | 1 (34)                            |
| Ploaie mm (inches) | 13 (0.51)                         | 30 (1.18)                         | 58 (2.28)                         | 82 (3.23)                         | 84 (3.31)                         | 138 (5.43)                        | 280 (11.02)                       | 290 (11.42)                       | 149 (5.87)                        | 27 (1.06)                         | 7 (0.28)                          | 7 (0.28)                          | 1.165 (45,87)                     |
| Umiditate [%] | 47                                | 51.5                              | 47.5                              | 54.5                              | 53                                | 67.5                              | 79.5                              | 79                                | 71.5                              | 47.5                              | 48                                | 45.5                              | 57,7                              |
| Nr. mediu de zile ploioase                                                                                               | 3                                 | 5                                 | 7                                 | 10                                | 10                                | 20                                | 27                                | 26                                | 18                                | 4                                 | 1                                 | 1                                 | 132                               |
| Sursa nr. 1: World Meteorological Organisation (UN), Climate-Data.org for mean temperatures                              |                                   |                                   |                                   |                                   |                                   |                                   |                                   |                                   |                                   |                                   |                                   |                                   |                                   |
| Sursa nr. 2: Voodoo Skies for record temperatures, BBC Weather for humidity and sunshine, National Meteorological Agency |                                   |                                   |                                   |                                   |                                   |                                   |                                   |                                   |                                   |                                   |                                   |                                   |                                   |

## Puncte de atracție turistică

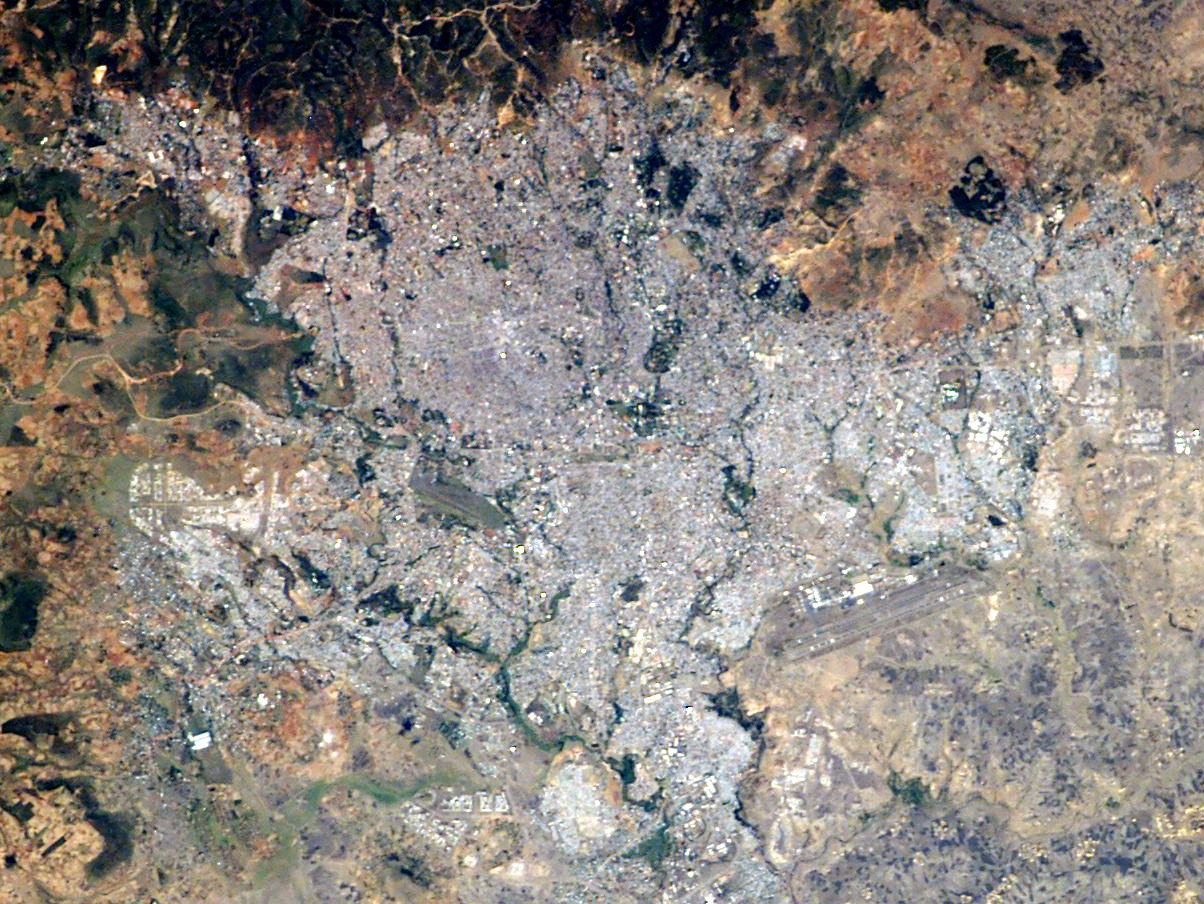
Addis Abeba din satelit

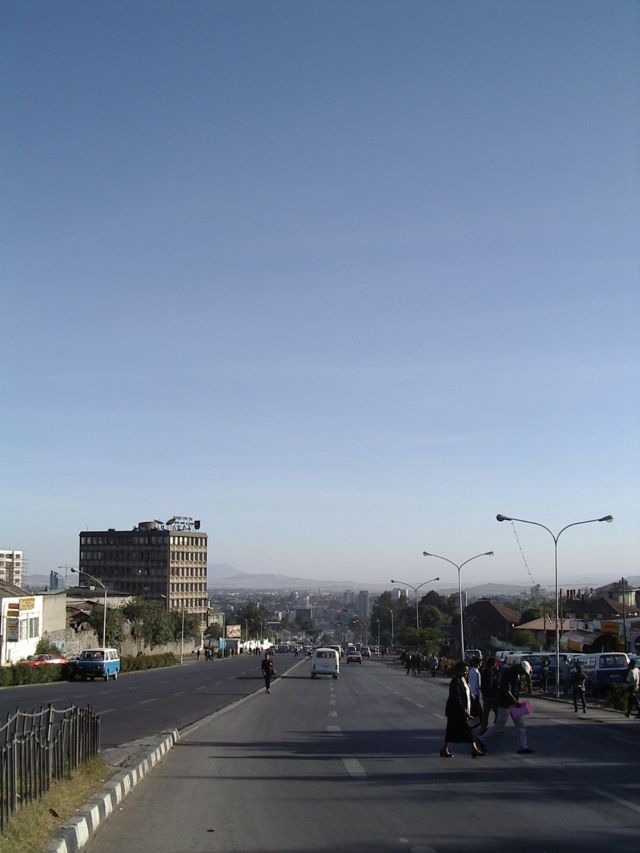
Drumul Churchill (februarie 2005)

- Mercato (cea mai mare piață din Africa)
- Universitatea Addis Abeba
- Mausoleul Menelic
- Catedrala Georg
- Catedrala Sfintei Treimi
- Entoto
- Teatrul Hager-Fikir

## Economie
Addis Abeba se situează în centrul Etiopiei și este bine legată de toate părțile țării. Orașul deține un aeroport internațional și o cale ferată până la Gibuto din anul 1917. Există destul de multe drumuri naționale, care leagă capitala de aproape toate orașele Etiopiei, precum și de Kenya, Djibouti și Eritreea.
Pentru 2005 se estimează că țăranii din Addis Abeba dețineau în total: 20.700 de vite, 7.900 de oi, 3.150 de capre, 380 de cai, 270 de catâri, 4.780 de măgari, 21.420 de păsări și 170 de stupi.

## Personalități
- Elvan Abeylegesse
- Asfa-Wossen Asserate
- Meseret Defar, campioană olimpică
- Endelkachew Makonnen, politician
- Tilahun Gesesse, cântăreț
- Wilfred Thesiger, cercetător și descoperitor englez
- Girma Woldegiorgis, președintele Etiopiei

## Orașe înfrățite
- Leipzig, Germania (din decembrie 2004)
- Beer Șeva, Israel